# SK Sokol Brozany
Sportovní klub Sokol Brozany w skrócie SK Sokol Brozany – czeski klub piłkarski, grający w ČFL (III poziom rozgrywkowy), mający siedzibę w mieście Brozany nad Ohří.

## Stadion
Domowe mecze klub rozgrywa na stadionie o nazwie Stadion SK Sokol Brozany, położonym w mieście Brozany nad Ohří. Stadion może pomieścić 2000 widzów.